# Тіроло
Тіроло (італ. Tirolo) — муніципалітет в Італії, у регіоні Трентіно-Альто-Адідже,  провінція Больцано.
Тіроло розташоване на відстані близько 550 км на північ від Рима, 70 км на північ від Тренто, 26 км на північний захід від Больцано.
Населення — 2446 осіб (2014).

## Демографія
Населення за роками:

Станом на 1 січня 2023 року в муніципалітеті офіційно проживали 162 іноземці з 35 країн, серед них 111 громадян країн Євросоюзу та 2 громадяни України.

## Сусідні муніципалітети
- Каїнес
- Лагундо
- Мерано
- Мозо-ін-Пассірія
- Парчинес
- Рифьяно
- Шена